# Acer osmastonii
Acer osmastonii é uma espécie de árvore do gênero Acer, pertencente à família Aceraceae.